# Rejon Głylrypsz
Rejon Głylrypsz (abch. Гәылрыҧшь араион, Głylrypsz araion; gruz. გულრიფშის რაიონი) – jednostka administracyjna Abchazji. De iure jeden z 6 rejonów Autonomicznej Republiki Abchazji wchodzącej w skład Gruzji, de facto jeden z 7 rejonów Republiki Abchazji. Stolicą rejonu jest Gulripszi.

## Położenie
Rejon położony jest w centralnej części Abchazji. 

## Ludność
Na podstawie spisu ludności z 2011 rejon Głylrypsz zamieszkuje 18 032 ludzi następujących narodowości:
- Ormianie – 8430 (46,8%)
- Abchazi – 6057 (33,6%)
- Rosjanie – 2048 (11,4%)
- Gruzini – 796 (4,4%)
- Ukraińcy – 162 (0,9%)
- Grecy – 125 (0,7%)
- Swanowie – 34 (0,2%)
- Megrelowie – 3 (0,1%)